# Đinh Tiến Thành
Đinh Tiến Thành (sinh ngày 24 tháng 1 năm 1991, tại Hải Phòng) là cầu thủ bóng đá người Việt Nam hiện đang thi đấu ở vị trí trung vệ cho Đông Á Thanh Hóa tại V-League 1.

## Sự nghiệp
Với thể hình lý tưởng cùng năng khiếu bóng đá, anh được tuyển thẳng vào đội trẻ Hải Phòng rồi đôn lên đội 1 năm 2010.
Năm 2009, anh được huấn luyện viên Triệu Quang Hà điền tên vào danh sách 25 cầu thủ đội tuyển U-19 Việt Nam tham dự giải tiền SEA Games tổ chức tại Lào từ 2 tháng 10 đến 6 tháng 10. Kết thúc giải đấu, ĐT U19 Việt Nam xếp ở vị trí thứ 4.
Năm 2012, anh được huấn luyện viên Lư Đình Tuấn gọi lên đội tuyển U-22 Việt Nam tham dự vòng loại giải U-22 châu Á. Tuy vậy, do đang trong quá trình thụ án treo giò 4 trận của ban kỉ luật vì phản ứng thái quá với trọng tài Võ Minh Trí ở trận gặp Đồng Tháp tại vòng 17 V-League 2012. nên Tiến Thành đã đánh mất cơ hội khoác áo ĐT U22.
Năm 2013, Tiến Thành được huấn luyện viên Hoàng Văn Phúc triệu tập lên ĐTQG chuẩn bị cho vòng loại Asian Cup 2015. Trong trận đấu giao hữu trên sân vận động Hà Nam giữa ĐT và Hà Nội T&T, anh được vào sân thay Michal Nguyễn ở phút thứ 71 và đã cùng các đồng đội giành chiến thắng 4-1. Tuy vậy, ở lần tập trung thứ 2 cho chuyến làm khách trước Hồng Kông, Tiến Thành và trung vệ Phạm Văn Nam lại bị loại vào phút chót do AFC quy định danh sách thi đấu chỉ tối đa 23 cầu thủ.
Ngày 16 tháng 3 năm 2014, anh ghi bàn thắng đầu tiên trong sự nghiệp bằng một pha đánh đầu trong chiến thắng 3-0 giữa Hải Phòng và Than Quảng Ninh trên sân Cẩm Phả.
Bắt đầu từ giai đoạn 2 của mùa bóng 2015 và cả mùa bóng 2016 anh bị câu lạc bộ chủ quản là Hải Phòng lấy lý do không phù hợp lối chơi cho mượn về đội bóng XSKT Cần Thơ. Kết thúc mùa bóng 2016, Tiến Thành ký hợp đồng về đầu quân cho FLC Thanh Hóa với thời hạn 3 năm.
Ngày 29 tháng 6 năm 2019, Đường Tiến Thành bất ngờ bị Thanh Hóa thanh lý hợp đồng. Chỉ hai ngày sau, câu lạc bộ Hà Nội tuyên bố ký hợp đồng với Đinh Tiến Thành cho tới hết mùa giải 2019.

## Đội tuyển quốc gia
Đường Tiến Thành từng có tên trong nhiều đợt triệu tập các đội trẻ của Đội tuyển quốc gia Việt Nam, tuy nhiên chưa từng được gọi cho đội hình chính thức thi đấu tại các giải đấu lớn. Lần duy nhất anh được có tên chính thức là cùng đội U19 Việt Nam vào năm 2009.
Đến tận năm 2014, anh mới được HLV Miura Toshiya gọi vào ĐTQG chuẩn bị cho AFF Suzuki Cup. Anh đá chính cả 5 trận trong giải đấu này, tuy nhiên màn trình diễn của anh là không ấn tượng, bao gồm bàn phản lưới nhà trong trận đấu gặp Malaysia tại sân Mỹ Đình. Những nghi ngờ tiêu cực đã xuất hiện khiến anh buộc phải đăng đàn thanh minh.

### Ra sân đội tuyển quốc gia
| Năm                         | Trận                        | Bàn                         |
| Đội tuyển quốc gia Việt Nam | Đội tuyển quốc gia Việt Nam | Đội tuyển quốc gia Việt Nam |
| --------------------------- | --------------------------- | --------------------------- |
| 2014                        | 7                           | 0                           |
| 2015                        | 4                           | 1                           |
| 2016                        | 3                           | 0                           |
| Tổng                        | 14                          | 1                           |

## Bàn thắng đội tuyển quốc gia
| # | Ngày               | Địa điểm                                  | Đối thủ           | Bàn thắng | Kết quả | Giải đấu                 |
| - | ------------------ | ----------------------------------------- | ----------------- | --------- | ------- | ------------------------ |
| 1 | 8 tháng 9 năm 2015 | Sân vận động Thành phố, Đài Bắc, Đài Loan | Đài Bắc Trung Hoa | 1–0       | 2–1     | Vòng loại World Cup 2018 |

## Danh hiệu
- Cúp quốc gia Việt Nam
  - Vô địch (2): 2014, 2023
- Siêu cúp Quốc gia Việt Nam
  - Huy chương bạc (1): 2014